# 長沼町 (八王子市)
長沼町（ながぬままち）は、東京都八王子市の地名。丁番を持たない単独町名であり、住居表示未実施区域。郵便番号は192-0907（八王子南郵便局管区）。

## 地理
八王子市東部に位置する。浅川と多摩丘陵にはさまれた細い街である。田畑が点在している。南端には都立長沼公園がありハイキングコースになっている。
東で日野市平山、西で北野町・打越町、南で下柚木、南陽台、絹ケ丘、北で日野市西平山と隣接する。

### 河川
- 浅川
- 湯殿川

### 地価
住宅地の地価は、2014年（平成26年）1月1日の公示地価によれば、長沼町765番5の地点で14万8000円/m2となっている。

## 歴史

### 地名の由来
武蔵七党の一つである西党長沼氏が居たからという説と浅川と湯殿川の伏流水によってできた沼が大きかったことからという説がある。南多摩郡内で「長沼」の地名が重複していたため1878年（明治11年）に稲城村（現：稲城市）の長沼と区別するために西長沼に改称された。一方の稲城村の長沼は東長沼とされた。

### 沿革
- 1874年（明治7年） 大区小区制により、第九大区二小区となる。
- 1878年（明治11年） 郡区町村制施行。神奈川県南多摩郡西長沼村となる。
- 1889年（明治22年）4月1日 町村制施行により、神奈川県南多摩郡小比企村、片倉村、宇津貫村、北野村、打越村、西長沼村が合併し由井村が成立する。西長沼村は由井村大字西長沼となる。
- 1955年（昭和30年）4月1日 - 由井村が横山村、元八王子村、恩方村、川口村、加住村とともに八王子市へ編入される。由井村大字西長沼は八王子市大字西長沼となる。
- 1956年（昭和31年）10月1日 - 町名変更により八王子市大字西長沼が長沼町となる。
- 1983年（昭和58年）10月1日 - 住居表示を実施。絹ケ丘一丁目が成立。

## 世帯数と人口
2017年（平成29年）12月31日現在の世帯数と人口は以下の通りである。
| 町丁   | 世帯数    | 人口    |
| ------ | --------- | ------- |
| 長沼町 | 3,807世帯 | 7,885人 |

## 小・中学校の学区
市立小・中学校に通う場合、学区は以下の通りとなる。
| 番地                       | 小学校                   | 中学校               | 通学許可校           |
| -------------------------- | ------------------------ | -------------------- | -------------------- |
| 1〜1060番地 1063〜1245番地 | 八王子市立長沼小学校     | 八王子市立打越中学校 |                      |
| 1508〜1521番地             | 八王子市立由井第一小学校 | 八王子市立打越中学校 | 八王子市立長沼小学校 |
| その他                     | 八王子市立由井第一小学校 | 八王子市立打越中学校 |                      |

## 交通

### 鉄道
京王電鉄京王線長沼駅が最寄り駅である。居住エリアの違いで平山城址公園駅や北野駅を利用するのが通常。

### バス
八王子市が運行するコミュニティバスであるはちバスと京王電鉄バス八王子営業所が運行するバスが走っている。
- はちバス
  - 東部コース 日本邸宅団地・NEC団地東・日生団地行
  - 東部コース あったかホール・北野駅北口・片倉台経由JR片倉駅行

- 京王電鉄バス八王子営業所
  - 系統なし：八王子駅北口 - 京王八王子駅 - あったかホール - 八王子車庫

### 道路・橋梁
- 東京都道173号上館日野線（北野街道）
- 東京都道174号長沼北野線
- 春日橋（湯殿川）
- 長沼橋（浅川）
- 長沼陸橋

## 施設

### 教育
- 八王子市立長沼小学校

### 公園
- 都立長沼公園 - 入り口にある六社宮近くからはミガキ砂が採れていた。
- 向河原公園
- 山下公園
- ほたる公園
- 両田公園

### 商業
- 京王電鉄バス八王子営業所
- 京王重機整備北野事業所
- 業務スーパー八王子店
- セイムス北野店
- 中日本高速道路東京支社 東京工事事務所
- 山田うどん八王子長沼店
- ローソン八王子長沼町店
- セブンイレブン八王子長沼町店
- ビッグ・エー八王子長沼町店
- カワサキフリーダムナナ八王子本店（レンタル819）
- ピザーラ東八王子店

## 主な小字
- 殿谷戸（とのがやと）：現在の下柚木。長沼氏の居館があったとされる。
- 大谷戸（おおやと）：西谷戸と合併し絹ケ丘団地となっている。
- 中谷戸（なかやと）：八王子バイパス中谷戸インターチェンジがある場所とは異なっている。